# Gare de Saint-Amand (Belgique)
Pour les articles homonymes, voir Gare de Saint-Amand.
 (février 2020).
Si vous disposez d'ouvrages ou d'articles de référence ou si vous connaissez des sites web de qualité traitant du thème abordé ici, merci de compléter l'article en donnant les références utiles à sa vérifiabilité et en les liant à la section « Notes et références ».
La gare de Saint-Amand (en néerlandais : station Sint-Amands) est une gare ferroviaire belge, fermée, de la ligne 52, de Termonde à Anvers. Elle est située sur le territoire de la commune de Saint-Amand, dans la Province d'Anvers en Région flamande. 

## Histoire
La station a été fermée en mai 1980, tout juste cent ans après son ouverture. 

## Patrimoine ferroviaire
Le bâtiment a disparu, seul un quai subsiste. Elle fait maintenant partie, avec les gare de Baesrode-Nord, de Oppuers et de Puers, de la ligne touristique de chemin de fer à vapeur Termonde - Puers qui est exploité par l'association Amis belges de la locomotive à vapeur (BVS). 